# Lamprophthalma violacea
Lamprophthalma violacea är en tvåvingeart som beskrevs av Günther Enderlein 1912. Lamprophthalma violacea ingår i släktet Lamprophthalma och familjen bredmunsflugor. Inga underarter finns listade i Catalogue of Life.